# Joost Koning
Joost Koning (Amsterdam, 3 april 1996) is een Nederlands acteur.

## Carrière
Hij is vooral bekend van de televisieserie VRijland, waarin hij vanaf het begin de rol speelt van Timon Spoor. In Penoza, vertolkte hij de rol speelt van Koen. Koning had een rol in KPN-reclame voor vijf televisie-, internet- en abricampagnes. In 2013 had hij een rol in de serie Bellicher Cel en speelde hij in de film Roffa de zoon van een voetbalhooligan.

## Trivia
- Koning deed in 2008 mee aan Wie is de Mol? Junior[1] maar viel daar als eerste af.